# Uygar Zeybek
Uygar Mert Zeybek (Bursa, 4 giugno 1995) è un calciatore turco, centrocampista del Nazilli Belediyespor.